# Каблуково (Монастырщинский район)
Каблуково — деревня в Монастырщинском районе Смоленской области России. Входит в состав Барсуковского сельского поселения. По состоянию на 2007 год постоянного населения не имеет. 
Расположена в западной части области в 15 км к северо-востоку от Монастырщины, в 22 км западнее автодороги А141 Орёл — Витебск. В 27 км восточнее деревни расположена железнодорожная станция Грудинино на линии Смоленск — Рославль. 

## История
В 1880-х гг. была построена церковь Спаса Преображения, сочетающая элементы позднего классицизма и русского стиля.
В годы Великой Отечественной войны деревня была оккупирована гитлеровскими войсками в июле 1941 года, освобождена в сентябре 1943 года.